# Championnats de Tchéquie de cyclo-cross
Les championnats de République tchèque de cyclo-cross sont des compétitions annuelles de cyclo-cross auxquelles participent les coureurs de cyclo-cross tchèques. La première édition s'est tenue en 1992. Au total, cinq championnats sont organisés : cadets (15-16 ans), juniors (17-18 ans), espoirs (moins de 23 ans) et élites pour les hommes et le championnat élite pour les femmes. Jusqu'en 1992, c'était le championnat de Tchécoslovaquie qui était organisé.

## Palmarès masculin

### Élites
| Année       | Vainqueur           | Deuxième            | Troisième           |
| 1993 (pro)  | Radovan Fořt        | Miloslav Kvasnička  | František Klouček   |
| 1993 (amat) | Pavel Elsnic        | Ondřej Lukeš        | Jiří Pospíšil       |
| 1994        | Radomír Šimůnek sr. | Ondřej Lukeš        | Pavel Camrda        |
| 1995        | Radomír Šimůnek sr. | Pavel Elsnic        | Ondřej Lukeš        |
| 1996        | Jiří Pospíšil       | Ondřej Lukeš        | Radomír Šimůnek sr. |
| 1997        | Radomír Šimůnek sr. | Jiří Pospíšil       | Zdeněk Mlynář       |
| 1998        | Radomír Šimůnek sr. | Jiří Pospíšil       | Kamil Ausbuher      |
| 1999        | Jiří Pospíšil       | Petr Dlask          | Radomír Šimůnek sr. |
| 2000        | Petr Dlask          | Radomír Šimůnek sr. | Kamil Ausbuher      |
| 2001        | Petr Dlask          | Jiří Pospíšil       | Václav Ježek        |
| 2002        | Jiří Pospíšil       | Martin Bína         | Kamil Ausbuher      |
| 2003        | Petr Dlask          | Martin Bína         | Václav Ježek        |
| 2004        | Kamil Ausbuher      | Martin Zlámalík     | Radomír Šimůnek jr. |
| 2005        | Zdeněk Štybar       | Martin Bína         | Radomír Šimůnek jr. |
| 2006        | Petr Dlask          | Martin Bína         | Radomír Šimůnek jr. |
| 2007        | Petr Dlask          | Zdeněk Štybar       | Radomír Šimůnek jr. |
| 2008        | Zdeněk Štybar       | Radomír Šimůnek jr. | Lukáš Klouček       |
| 2009        | Zdeněk Štybar       | Radomír Šimůnek jr. | Petr Dlask          |
| 2010        | Zdeněk Štybar       | Petr Dlask          | Martin Bína         |
| 2011        | Zdeněk Štybar       | Martin Zlámalík     | Jaroslav Kulhavý    |
| 2012        | Zdeněk Štybar       | Radomír Šimůnek jr. | Karel Hník          |
| 2013        | Zdeněk Štybar       | Martin Bína         | Vojtěch Nipl        |
| 2014        | Martin Bína         | Michael Boroš       | Vladimír Kyzivát    |
| 2015        | Adam Ťoupalík       | Vojtěch Nipl        | Michael Boroš       |
| 2016        | Radomír Šimůnek jr. | Michael Boroš       | Adam Ťoupalík       |
| 2017        | Michael Boroš       | Tomáš Paprstka      | Jan Nesvadba        |
| 2018        | Michael Boroš       | Jan Nesvadba        | Adam Ťoupalík       |
| 2019        | Michael Boroš       | Tomáš Paprstka      | Jan Nesvadba        |
| 2020        | Emil Hekele         | Tomáš Kopecký       | Michael Boroš       |
| 2021        | Michael Boroš       | Tomáš Paprstka      | Josef Jelínek       |
| 2022        | Michael Boroš       | Jakub Ťoupalík      | Adam Ťoupalík       |
| 2023        | Michael Boroš       | Matyáš Kopecky      | Jakub Řiman         |
| 2024        | Michael Boroš       | Adam Ťoupalík       | Zdeněk Štybar       |
| 2025        | Michael Boroš       | Václav Ježek        | Adam Ťoupalík       |

### Moins de 23 ans
- 1998 Petr Dlask
- 1999 Václav Jezek
- 2000 David Kasek
- 2001 David Kasek
- 2002 Martin Bína
- 2003 Martin Bína
- 2004 Martin Zlámalík
- 2005 Zdeněk Štybar
- 2006 Zdeněk Štybar

### Juniors
- 1996 David Sussemilch
- 1997 Ondrej Dlask
- 1998 Radek Dite
- 1999 David Kasek
- 2000 Radomír Šimůnek jr.

- 2002 Zdeněk Štybar

- 2006 Jiří Polnický
- 2007 Lubomír Petruš
- 2008 Jan Nesvadba
- 2009 Vojtech Nipl
- 2010 Jakub Skála
- 2011 Karel Pokorný
- 2012 Adam Toupalik
- 2013 Adam Toupalik
- 2014 Jonas Brezina
- 2015 Jonas Brezina
- 2016 Jonas Brezina
- 2017 Šimon Vaníček
- 2018 Tomáš Kopecký
- 2019 Jan Zatloukal
- 2020 Jan Zatloukal
- 2021 Pavel Jindřich
- 2022 František Hojka
- 2023 Jakub Kuba
- 2024 Kryštof Bažant
- 2025 Kryštof Bažant

## Palmarès féminin
| Année | Vainqueur           | Deuxième            | Troisième           |
| 2000  | Jana Jeřábková      | Pavla Havlíková     | Pavla Neradilová    |
| 2001  | Karla Polívková     | Pavla Havlíková     | Zdeňka Havlíková    |
| 2002  | Jindřiška Bejstová  | Barbora Bohatá      | Kateřina Bohatá     |
| 2003  | Barbora Bohatá      | Lenka Ochmanová     | Klára Nepustilová   |
| 2004  | Barbora Bohatá      | Kateřina Bohatá     | Šárka Chmurová      |
| 2005  | Kateřina Bohatá     |                     |                     |
| 2006  | Jana Kyptová        | Jitka Škarnitzlová  |                     |
| 2007  | Pavla Havlíková     | Barbora Bohatá      | Jitka Škarnitzlová  |
| 2008  | Pavla Havlíková     | Jana Kyptová        | Jitka Škarnitzlová  |
| 2010  | Kateřina Nash       | Pavla Havlíková     | Jana Kyptová        |
| 2010  | Kateřina Nash       | Pavla Havlíková     | Martina Mikulášková |
| 2011  | Martina Mikulášková | Pavla Havlíková     | Pavlína Šulcová     |
| 2012  | Pavla Havlíková     | Martina Mikulášková | Elena Vaníčková     |
| 2013  | Martina Mikulášková | Pavla Havlíková     | Nikola Nosková      |
| 2014  | Kateřina Nash       | Martina Mikulášková | Pavla Havlíková     |
| 2016  | Martina Mikulášková | Pavla Havlíková     | Nikola Nosková      |
| 2017  | Pavla Havlíková     | Nikola Nosková      | Adéla Šafářová      |
| 2018  | Pavla Havlíková     | Adéla Šafářová      | Nikola Nosková      |
| 2019  | Pavla Havlíková     | Jana Czeczinkarová  | Kamila Janů         |
| 2020  | Pavla Havlíková     | Tereza Švihálková   | Nikola Bajgerová    |
| 2021  | Pavla Havlíková     | Nikola Nosková      | Karla Štěpánová     |
| 2022  | Kristýna Zemanová   | Tereza Vaníčková    | Nikola Bajgerová    |
| 2023  | Kristýna Zemanová   | Julia Kopecky       | Nikola Bajgerová    |
| 2024  | Kristýna Zemanová   | Nikola Nosková      | Simona Spěšná       |
| 2025  | Kristýna Zemanová   | Kateřina Douděrová  | Simona Spěšná       |

## Sources
- Memoire-du-cyclisme.net
- Palmarès masculin sur cyclebase.nl
- Palmarès féminin sur cyclebase.nl
- Siteducyclisme.net